# Sparednjak
Sparednjak es una localidad de Croacia en el ejido de la ciudad de  Slunj, condado de Karlovac.

## Geografía
Se encuentra a una altitud de 225 m s. n. m. a 85 km de la capital nacional, Zagreb.

## Demografía
En el censo 2011, el total de población de la localidad fue de 3 habitantes.
| Gráfica de población de Sparednjak 1857-2011                        |
|                                                                     |
| Según los censos de población de la oficina estadística de Croacia. |